# Adolfo Bolognini
Adolfo Bolognini (Ancona, 26 marzo 1908 – ...) è stato un calciatore e allenatore di calcio italiano, di ruolo portiere.

## Carriera

### Giocatore
Inizia la carriera nel 1930 nel Taranto, disputando 20 partite nel campionato di Prima Divisione, la terza serie dell'epoca. Rimane in rosa anche nella stagione successiva e nella stagione 1932-1933, in cui gioca rispettivamente 21 e 20 partite. Dopo un'ulteriore stagione con 27 gol subiti in 27 presenze in Prima Divisione, viene riconfermato anche per la stagione 1934-1935, disputata nel campionato di Prima Divisione, nel quale subisce 5 reti in 7 presenze. La squadra a fine anno viene promossa in Serie B, categoria in cui Bolognini nella stagione 1935-1936 gioca 3 partite, oltre ad altre 2 partite con la squadra riserve. Dopo la retrocessione, rimane in rosa anche nella stagione 1936-1937 (nella quale non scende mai in campo in partite ufficiali) e nella stagione 1937-1938, nella quale gioca 13 partite in Serie B, con la squadra che retrocede nuovamente in terza serie, campionato in cui Bolognini giocherà per altre tre stagioni consecutive con complessive 55 presenze e 31 gol subiti in campionato ed una presenza con 4 gol subiti in Coppa Italia.
In carriera ha giocato complessivamente 167 partite con la maglia del Taranto, nelle quali ha subito 167 gol.

### Allenatore
Nella stagione 1941-1942, la prima dopo il termine della sua carriera da calciatore, inizia ad allenare il Taranto, ottenendo un 8º posto in Serie C; la stagione successiva la squadra pugliese ottiene un 2º posto in campionato. Nella stagione 1948-1949 subentra a Rocco Piselli sulla panchina dell'Arsenaltaranto alla 32ª giornata del campionato di Serie B 1948-1949, nel quale guida la squadra alla salvezza. Viene riconfermato anche per la stagione successiva, nella quale viene esonerato il 20 novembre 1949 dopo 11 giornate, chiuse con un bilancio di 4 vittorie e 7 sconfitte.

## Palmarès

### Giocatore

#### Competizioni nazionali
- Serie C: 2

Taranto: 1936-1937, 1939-1940
- Prima Divisione: 1

Taranto: 1934-1935